# Stazioni ferroviarie del Giappone (G)
| Stazioni ferroviarie del Giappone | Stazioni ferroviarie del Giappone | Stazioni ferroviarie del Giappone | Stazioni ferroviarie del Giappone | Stazioni ferroviarie del Giappone | Stazioni ferroviarie del Giappone | Stazioni ferroviarie del Giappone | Stazioni ferroviarie del Giappone | Stazioni ferroviarie del Giappone | Stazioni ferroviarie del Giappone | Stazioni ferroviarie del Giappone | Stazioni ferroviarie del Giappone | Stazioni ferroviarie del Giappone | Stazioni ferroviarie del Giappone | Stazioni ferroviarie del Giappone | Stazioni ferroviarie del Giappone | Stazioni ferroviarie del Giappone | Stazioni ferroviarie del Giappone | Stazioni ferroviarie del Giappone | Stazioni ferroviarie del Giappone | Stazioni ferroviarie del Giappone |
| --------------------------------- | --------------------------------- | --------------------------------- | --------------------------------- | --------------------------------- | --------------------------------- | --------------------------------- | --------------------------------- | --------------------------------- | --------------------------------- | --------------------------------- | --------------------------------- | --------------------------------- | --------------------------------- | --------------------------------- | --------------------------------- | --------------------------------- | --------------------------------- | --------------------------------- | --------------------------------- | --------------------------------- |
| A                                 | B                                 | C                                 | D                                 | E                                 | F                                 | G                                 | H                                 | I                                 | J                                 | KL                                | M                                 | N                                 | OP                                | R                                 | S                                 | T                                 | U                                 | W                                 | Y                                 | Z                                 |

## Lista delle stazioni
| Stazione di Gaienmae                            | 外苑前駅（がいえんまえ）                         |
| Stazione di Gakken Kita-Ikoma                   | 学研北生駒駅（がっけんきたいこま）               |
| Stazione di Gakken Nara-Tomigaoka               | 学研奈良登美ヶ丘駅（がっけんならとみがおか）     |
| Stazione di Gakkōmae                            | 学校前駅 (福岡県)（がっこうまえ）                |
| Stazione di Gaku                                | 学駅（がく）                                     |
| Stazione di Gakuden (Hokkaido)                  | 学田駅（がくでん）                               |
| Stazione di Gakuden (Aichi)                     | 楽田駅（がくでん）                               |
| Stazione di Gakuen-dōri                         | 学園通り駅（がくえんどおり）                     |
| Stazione di Gakuen-mae (Chiba)                  | 学園前駅 (千葉県)（がくえんまえ）                |
| Stazione di Gakuen-mae (Hokkaido)               | 学園前駅 (北海道)（がくえんまえ）                |
| Stazione di Gakuen-mae (Nara)                   | 学園前駅 (奈良県)（がくえんまえ）                |
| Stazione di Gakuentoshi                         | 学園都市駅（がくえんとし）                       |
| Stazione di Gakugeidaigaku                      | 学芸大学駅（がくげいだいがく）                   |
| Stazione di Gakumon                             | 学門駅（がくもん）                               |
| Stazione di Gakunan-Enoo                        | 岳南江尾駅（がくなんえのお）                     |
| Stazione di Gakunan-Fujioka                     | 岳南富士岡駅（がくなんふじおか）                 |
| Stazione di Gakunan-Harada                      | 岳南原田駅（がくなんはらだ）                     |
| Stazione di Gakushūin-shita                     | 学習院下駅（がくしゅういんした）                 |
| Stazione di Gala-Yuzawa                         | ガーラ湯沢駅（がーらゆざわ）                     |
| Stazione di Gamagōri                            | 蒲郡駅（がまごおり）                             |
| Stazione di Gamagōri-kyōteijō-mae               | 蒲郡競艇場前駅（がまごおりきょうていじょうまえ） |
| Stazione di Gamō                                | 蒲生駅（がもう）                                 |
| Stazione di Gamō-Yonchōme                       | 蒲生四丁目駅（がもうよんちょうめ）               |
| Stazione di Ganda                               | 感田駅（がんだ）                                 |
| Stazione di Gannosu                             | 雁ノ巣駅（がんのす）                             |
| Stazione di Gansuiji                            | 岩水寺駅（がんすいじ）                           |
| Stazione di Gatsugi                             | 勝木駅（がつぎ）                                 |
| Stazione di Geba                                | 下馬駅（げば）                                   |
| Stazione di Geibikei                            | 猊鼻渓駅（げいびけい）                           |
| Stazione di Geidaidōri                          | 芸大通駅（げいだいどおり）                       |
| Stazione di Gejō                                | 下条駅（げじょう）                               |
| Stazione di Gekkōji                             | 月江寺駅（げっこうじ）                           |
| Stazione di Gembudō                             | 玄武洞駅（げんぶどう）                           |
| Stazione di Genbaku Dome-mae (Atomic Bomb Dome) | 原爆ドーム前駅（げんばくどーむまえ）             |
| Stazione di Gendōji                             | 源道寺駅（げんどうじ）                           |
| Stazione di Genjiinomori                        | 源じいの森駅（げんじいのもり）                   |
| Stazione di Genseikaen                          | 原生花園駅（げんせいかえん）                     |
| Stazione di Gero                                | 下呂駅（げろ）                                   |
| Stazione di Gibo                                | 儀保駅（ぎぼ）                                   |
| Stazione di Gifu                                | 岐阜駅（ぎふ）                                   |
| Stazione di Gifu-Hashima                        | 岐阜羽島駅（ぎふはしま）                         |
| Stazione di Gijukukōkōmae                       | 義塾高校前駅（ぎじゅくこうこうまえ）             |
| Stazione di Ginan                               | 岐南駅（ぎなん）                                 |
| Stazione di Ginsui                              | 銀水駅（ぎんすい）                               |
| Stazione di Ginza                               | 銀座駅（ぎんざ）                                 |
| Stazione di Ginza-itchōme                       | 銀座一丁目駅（ぎんざいっちょうめ）               |
| Stazione di Ginzan                              | 銀山駅（ぎんざん）                               |
| Stazione di Gion (Chiba)                        | 祗園駅 (千葉県)（ぎおん）                        |
| Stazione di Gion (Fukuoka)                      | 祗園駅 (福岡県)（ぎおん）                        |
| Stazione di Gion-Shijō                          | 祇園四条駅（ぎおんしじょう）                     |
| Stazione di Gion-shimbashikita                  | 祇園新橋北駅（ぎおんしんばしきた）               |
| Stazione di Gōbara                              | 郷原駅（ごうばら）                               |
| Stazione di Gōbira                              | 江平駅（ごうびら）                               |
| Stazione di Gobō                                | 御坊駅（ごぼう）                                 |
| Stazione di Gochaku                             | 御着駅（ごちゃく）                               |
| Stazione di Gochi                               | 五知駅（ごち）                                   |
| Stazione di Godai                               | 後台駅（ごだい）                                 |
| Stazione di Gōdo (Gifu)                         | 顔戸駅（ごうど）                                 |
| Stazione di Gōdo (Fukushima)                    | 郷戸駅（ごうど）                                 |
| Stazione di Gōdo (Gunma)                        | 神戸駅 (群馬県)（ごうど）                        |
| Stazione di Gofukumachi (Fukuoka)               | 呉服町駅 (福岡県)（ごふくまち）                  |
| Stazione di Gofukumachi (Kumamoto)              | 呉服町駅 (熊本県)（ごふくまち）                  |
| Stazione di Gohyakugawa                         | 五百川駅（ごひゃくがわ）                         |
| Stazione di Gohyakurakan                        | 五百羅漢駅（ごひゃくらかん）                     |
| Stazione di Goi                                 | 五井駅（ごい）                                   |
| Stazione di Goidō                               | 五位堂駅（ごいどう）                             |
| Stazione di Goino                               | 五位野駅（ごいの）                               |
| Stazione di Gojikkoku                           | 五十石駅（ごじっこく）                           |
| Stazione di Gojō (Kyoto)                        | 五条駅 (京都府)（ごじょう）                      |
| Stazione di Gojō (Nara)                         | 五条駅 (奈良県)（ごじょう）                      |
| Stazione di Goka                                | 五和駅（ごか）                                   |
| Stazione di Gokan                               | 後閑駅（ごかん）                                 |
| Stazione di Gokashō                             | 五箇荘駅（ごかしょう）                           |
| Stazione di Gōkei                               | 豪渓駅（ごうけい）                               |
| Stazione di Gokiso                              | 御器所駅（ごきそ）                               |
| Stazione di Gokō                                | 五香駅（ごこう）                                 |
| Stazione di Gokokuji                            | 護国寺駅（ごこくじ）                             |
| Stazione di Gokurakubashi                       | 極楽橋駅（ごくらくばし）                         |
| Stazione di Gokurakuji                          | 極楽寺駅（ごくらくじ）                           |
| Stazione di Goma                                | 胡麻駅（ごま）                                   |
| Stazione di Gomen                               | 後免駅（ごめん）                                 |
| Stazione di Gomenmachi                          | 後免町駅（ごめんまち）                           |
| Stazione di Gondō                               | 権堂駅（ごんどう）                               |
| Stazione di Gongenmae                           | 権現前駅（ごんげんまえ）                         |
| Stazione di Gongenzaki                          | 権現崎駅（ごんげんざき）                         |
| Stazione di Gonosan                             | 五ノ三駅（ごのさん）                             |
| Stazione di Gonōkōmae                           | 五農校前駅（ごのうこうまえ）                     |
| Stazione di Gōra                                | 強羅駅（ごうら）                                 |
| Stazione di Gorō                                | 五郎駅（ごろう）                                 |
| Stazione di Gorōmaru                            | 五郎丸駅（ごろうまる）                           |
| Stazione di Goryō (Hiroshima)                   | 御領駅 (広島県)（ごりょう）                      |
| Stazione di Goryō (Kagoshima)                   | 御領駅 (鹿児島県)（ごりょう）                    |
| Stazione di Goryōkaku                           | 五稜郭駅（ごりょうかく）                         |
| Stazione di Goryōmae                            | 御陵前駅（ごりょうまえ）                         |
| Stazione di Gosannen                            | 後三年駅（ごさんねん）                           |
| Stazione di Gōsawa                              | 郷沢駅（ごうさわ）                               |
| Stazione di Gose                                | 御所駅（ごせ）                                   |
| Stazione di Gosen                               | 五泉駅（ごせん）                                 |
| Stazione di Gosha                               | 五社駅（ごしゃ）                                 |
| Stazione di Gōshi                               | 剛志駅（ごうし）                                 |
| Stazione di Goshogawara                         | 五所川原駅（ごしょがわら）                       |
| Stazione di Gotanda                             | 五反田駅（ごたんだ）                             |
| Stazione di Gotanno                             | 五反野駅（ごたんの）                             |
| Stazione di Gotemba                             | 御殿場駅（ごてんば）                             |
| Stazione di Gotenyama                           | 御殿山駅（ごてんやま）                           |
| Stazione di Gotō                                | 後藤駅（ごとう）                                 |
| Stazione di Gōtokuji                            | 豪徳寺駅（ごうとくじ）                           |
| Stazione di Gōtsu                               | 江津駅（ごうつ）                                 |
| Stazione di Gōtsu-Hommachi                      | 江津本町駅（ごうつほんまち）                     |
| Stazione di Goyu                                | 御油駅（ごゆ）                                   |
| Stazione di Gudō                                | 具同駅（ぐどう）                                 |
| Stazione di Gujō                                | 公庄駅（ぐじょう）                               |
| Stazione di Gujō-Hachiman                       | 郡上八幡駅（ぐじょうはちまん）                   |
| Stazione di Gujō-Yamato                         | 郡上大和駅（ぐじょうやまと）                     |
| Stazione di Gumyō                               | 求名駅（ぐみょう）                               |
| Stazione di Gumyōji                             | 弘明寺駅 (横浜市営地下鉄)（ぐみょうじ）          |
| Stazione di Gumyōji (Keikyu)                    | 弘明寺駅 (京急)（ぐみょうじ）                    |
| Stazione di Gunchu                              | 郡中駅（ぐんちゅう）                             |
| Stazione di Gunchuko                            | 郡中港駅（ぐんちゅうこう）                       |
| Stazione di Gunma-Fujioka                       | 群馬藤岡駅（ぐんまふじおか）                     |
| Stazione di Gunma-Haramachi                     | 群馬原町駅（ぐんまはらまち）                     |
| Stazione di Gunma-Ōtsu                          | 群馬大津駅（ぐんまおおつ）                       |
| Stazione di Gunma-Sōja                          | 群馬総社駅（ぐんまそうじゃ）                     |
| Stazione di Gunma-Yawata                        | 群馬八幡駅（ぐんまやわた）                       |
| Stazione di Gyokukeijimae                       | 玉桂寺前駅（ぎょくけいじまえ）                   |
| Stazione di Gyōda                               | 行田駅（ぎょうだ）                               |
| Stazione di Gyōdashi                            | 行田市駅（ぎょうだし）                           |
| Stazione di Gyōtoku                             | 行徳駅（ぎょうとく）                             |